# 1027

## Narození
- ? – Arnošt Babenberský, markrabě Východní marky († 10. června 1075)

## Úmrtí
- 6. srpna – Richard III. Normandský, normandský vévoda (* ?)
- ? – Avicenna, perský učenec, filozof, politik, básník, přírodovědec a lékař, „otec moderní medicíny“ (* kolem 980)

## Hlavy států
- České knížectví – Oldřich
- Svatá říše římská – Konrád II.
- Papež – Jan XIX.
- Galicijské království – Alfons II.
- Leonské království – Alfons V. Vznešený
- Navarrské království – Sancho III. Veliký
- Barcelonské hrabství – Berenguer Ramon I. Křivý
- Hrabství toulouské – Guillaume III.
- Vévodství akvitánské – Guillaume V. de Poitiers
- Burgundské království – Rudolf III.
- Lotrinské vévodství – Fridrich III. Barský / Gotzelo I. Dolnolotrinský
- Francouzské království – Robert II. Pobožný
- Anglické království – Knut Veliký
- Dánské království – Knut Veliký
- Norské království – Olaf II. Svatý
- Švédské království – Jakob Anund
- Polské království – Měšek II. Lambert
- Uherské království – Štěpán I. Svatý
- Byzantská říše – Konstantin VIII.
- Kyjevská Rus – Jaroslav Moudrý